# Hroubovice
Hroubovice är en ort i Tjeckien.   Den ligger i regionen Pardubice, i den centrala delen av landet, 110 km öster om huvudstaden Prag. Hroubovice ligger 319 meter över havet och antalet invånare är 327.
Terrängen runt Hroubovice är lite kuperad. Runt Hroubovice är det ganska tätbefolkat, med 90 invånare per kvadratkilometer. Närmaste större samhälle är Chrudim, 15,9 km nordväst om Hroubovice. Trakten runt Hroubovice består till största delen av jordbruksmark.